# Крауд-серфінг

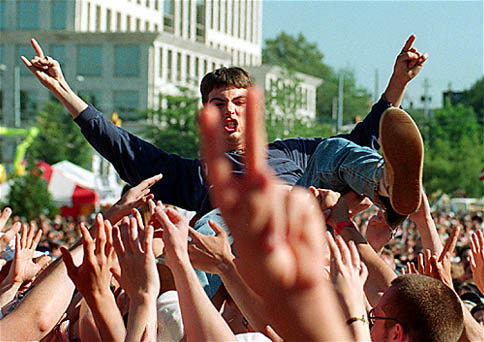
Крауд-серфер в Мідтауні

Крауд-серфінг (англ. Crowd surfing) — дія публіки на концерті, коли людину переміщують над головами інших глядачів, тим самим він ніби «пливе» від однієї частини залу в іншу. «Серфінгіста» передають над головами аудиторії руки кількох людей, підтримуючи вагу цієї людини. На більшості концертів та фестивалів серфінгіста переміщують до бар'єра перед сценою, де він буде знятий і поставлений на ноги службою безпеки. Потім він буде відправлений назад в задні ряди або в кінець бар'єру, або його можуть зовсім випровадити з концерту (залежно від політики безпеки).

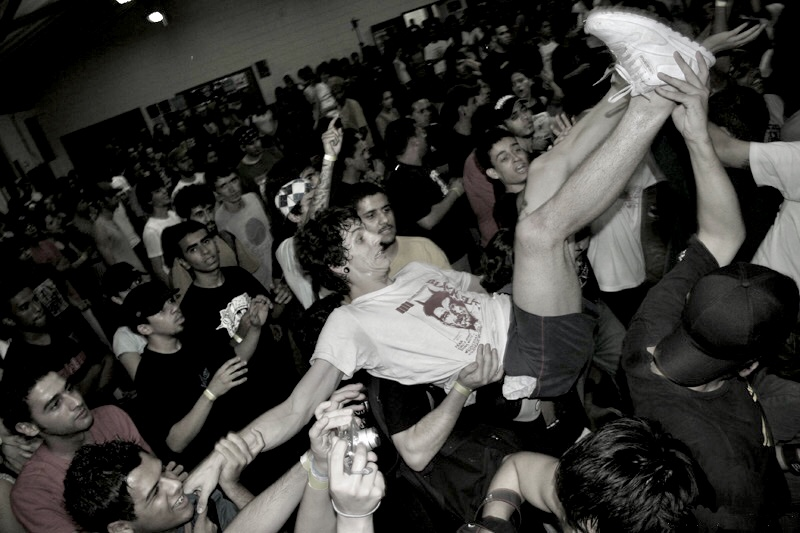
Крауд-серфінг

Крауд-серфінг зазвичай відбувається тільки в напрямку передньої частини аудиторії, де натовп досить щільний для підтримки тіла людини. 
Крауд-серфінг дуже популярний на кор, панк, рок - концертах. Для того, щоб почати рух над натовпом, «серфінгіста» може підняти інша людина, запустивши над головами людей, або він може стрибнути в натовп зі сцени.
Учасники групи Rammstein стали використовувати в своїх шоу надувний човен, щоб запускати в ній «у плавання» одного з музикантів.
Учасник групи The Flaming Lips використовував зорб, щоб «ходити» по натовпу.

## Див. Також
- Слем

- Хедбенгінг

- Стейдж-дайвінг